# Hoplia reitteri
Hoplia reitteri är en skalbaggsart som beskrevs av Von Dalle Torre 1912. Hoplia reitteri ingår i släktet Hoplia och familjen Melolonthidae. Inga underarter finns listade i Catalogue of Life.